# موتور پی خواسته
موتور پی خواسته یک منطقهٔ مسکونی در ایران است که در دهستان حومه (ایرانشهر) واقع شده‌است. موتور پی خواسته ۲۱ نفر جمعیت دارد.